# Seif (Wisconsin)
Seif es un municipio (en inglés, town) del condado de Clark, Wisconsin, Estados Unidos. Según el censo de 2020, tiene una población de 188 habitantes.
Abarca una zona exclusivamente rural. 

## Geografía
El municipio está ubicado en las coordenadas 44°39′1″N 90°44′14″O / 44.65028, -90.73722. Según la Oficina del Censo de los Estados Unidos, tiene una superficie total de 93.4 km², de la cual 93.1 km² corresponden a tierra firme y 0.3 km² son agua.

## Demografía
Según el censo de 2020, hay 188 personas residiendo en la zona. La densidad de población es de 2.0 hab./km². El 95.2% de los habitantes son blancos, el 0.5% es asiático, el 1.1% son de otras razas y el 3.2% son de una mezcla de razas. Del total de la población, el 2.7% son hispanos o latinos de cualquier raza.